# Letteratura Sangam
Per letteratura Sangam o Sangham (che nella lingua tamil significa "assemblea dei poeti") ci si riferisce al corpo della letteratura tamil classica creata tra il 600 a.C. e il 300 d.C..

## Descrizione
Questa collezione contiene 2381 poemi composti da 473 poeti, di cui 102 sono rimasti anonimi.
Il periodo in cui questi poemi furono composto viene definito periodo Sangam, riferendosi alle prevalenti leggende Sangam che danno il nome a tutta la letteratura. La letteratura Sangam è principalmente laica e riguarda la vita di tutti i giorni nel contesto Tamilakam.. La letteratura Sangam è principalmente laica, ha a che fare con i temi di tutti i giorni in un contesto Tamilakam.
I poemi sono stati composti da uomini e donne Tamil, che svolgevano diverse professioni e appartenevano a diverse classi sociali.
Questi poemi furono raccolti e pubblicati in varie antologie intorno all'anno 1000 d.C. Questa letteratura venne poi dimenticata per essere riscoperta nel XIX secolo da studiosi quali Arumuga Navalar, C.W. Thamotharampillai e U.V. Swaminatha Iyer.
I componimenti venivano suddivisi in akam (canti romantici) e puram (ballate eroiche).
Le principali raccolte letterarie Sangam furono le due vastissime antologie dette Ettutohai ("Le otto antologie") e Patitthupattu ("I dieci idilli").
Tra i più noti poeti Sangam sono da ricordare Kabilar (circa 200 d.C.), Tiruvalluvar, autore del Kural, e la poetessa Avvaiyar.